# San Miguel de Salinas

Die Kirche zur Weihnachtszeit

San Miguel de Salinas (valencianisch Sant Miquel de les Salines) ist eine Gemeinde in der Provinz Alicante (Valencianische Gemeinschaft) in Spanien. Sie liegt circa zehn Kilometer von Torrevieja entfernt, hat 6.976 Einwohner (Stand: 2024) und besteht aus dem Dorfkern und einigen dazugehörigen Ansiedlungen.

## Neuer Raumordnungsplan
Im April 2003 wurde ein neuer Raumordnungsplan („Plan General de Ordenacion Urbana (PGOU)“) für San Miguel de Salinas von der Gemeinde verabschiedet. Der Plan sieht den Bau von 50.000 bis 70.000 neuen Wohnungen vor und legt ein  Bevölkerungswachstum der Gemeinde von derzeit 7000 auf bis zu 150.000 Einwohner zu Grunde.
Erschlossen werden soll das gesamte Gebiet südlich von San Miguel de Salinas, zwischen dem Ortskern und den Siedlungen Las Filipinas und Ciudad de las Comunicaciones. 
Insgesamt 1.500 Hektar Agrarland sollen in Bauland umgewandelt werden. Dieser Plan hat Widerstand verschiedener Bürgerinitiativen hervorgerufen. Begründet wird diese Ablehnung u. a. damit, dass die Infrastruktur der Gemeinde schon derzeit überlastet sei.